# Шахта «Покровська»
Шахта «Покровська» — залізорудна шахта в м. Кривий Ріг, Дніпропетровська область, Україна. Входить до складу АТ «Криворізький залізорудний комбінат» (КЗРК).
Проектна потужність шахти 1,7 млн тонн багатої руди. В 1997 році видобуто 1411 тис.тонн руди з вмістом заліза 58,43 %. Вміст заліза в рудниковому масиві на робочих горизонтах 1115 м і вище — 60,10 %.
Введена в експлуатацію в 1958 році з проектною потужністю 1,7 млн тонн руди на рік. Промисловий видобуток руди на цій території почалася в 1892 році (рудник Ростковського), розробка велася відкритим способом. до жовтня 1989-го шахта входила до складу рудоуправління імені Комінтерну, до 2000 року — шахтоуправління «Жовтневе» ВО «Кривбасруда».
На середину 2010-х шахта «Жовтнева» об'єднана з шахтою «Зоря». Деякий час вона називалася «Зоря-Жовтнева», потім — шахта «Жовтнева». З 19 липня 2022 року перейменована на шахту «Покровська».
Шахтою розробляється великий пластоподібний поклад багатої руди протяжністю понад 1000 м. Середня потужність покладу 23 м з кутом падіння 53 °, який нижче горизонту 1190 м зменшується до 36-46 °. Також в шахтному полі налічується ряд гнездоподібних і стовпоподібних рудних тіл завдовжки 60-3000 м і потужністю 6-17 м. Міцність руди 50-60 МПа, а середній вміст в ній заліза 63,3 %. Висячий і лежачий боки складені мартитовими і гетит-мартитовими кварцитами міцністю 100—140 МПа.
Шахтне поле розкрите трьома вантажо-пасажирськоопідйомними стволами (один з них також вентиляційний), одним рудопідйомним, одним допоміжним і двома вентиляційними стволами. Колишні стволи шахт «Більшовик» і «ім. Комінтерну» закриті.
Очисна виїмка проводиться на горизонтах 1220 і 1260 м, підготовчі роботи — 1340 м, гірничо-капітальні — 1420 м. На шахті «Покровська» 29 % запасів відпрацьовуються за допомогою поверхово-камерної та 71 % підповерхово-камерної системами розробки з відбійкою руди вертикальними віялами глибоких свердловин на горизонтальну підсічку. Висота поверху що відпрацьовується становить 80 м. На шахті розвідано запасів до глибини 2015 м — 253 млн 834 тис. т. Трудовий колектив шахти складає більше 1700 трудящих.
В кінці 2005 року введена в експлуатацію новостворена технологічна лінія дробарно-сортувальної фабрики. Навесні 2008 були замінені головні канати скіпової підйомної машини для ствола шахти «Зоря». У 2009 році на шахті була введена в експлуатацію друга черга пускового комплексу горизонту 1265 м.
У 2014 році повністю замінена скіпова підйомна машина шахти «Зоря» МК4х8 фірми ASEA на нову ЦШ5х8КД фірми ABB.